# 조광일
조광일(趙光一: 생몰년 미상)은 조선 후기의 침의(鍼醫)이며, 호는 침은(鍼隱)이다.

## 행적
그의 선조는 태안(泰安: 현 충청남도 태안군)의 번창한 집안이다.
홍양호의 문집 《이계집》 권18에 다음과 같은 이야기가 전해 온다.
홍양호가 "의술이란 천한 기술이고, 시정은 비천한 곳이다. 그대의 재능으로 귀하고 현달한 사람들과 사귀면 명성을 얻을 것인데, 어찌하여 시정의 보잘것없는 백성들이나 치료하고 다니는가?"라고 물었다.
이에 조광일은 이렇게 답했다.
"나는 세상 의원들이 제 의술을 믿고 사람들에게 교만을 떨어 서너 번 청을 한 뒤에야 몸을 움직이는 작태를 미워합니다. 또 그런 작자들은 귀인의 집이 아니면 부잣집에나 갑니다. 가난하고 권세 없는 집이라면 백 번을 청해도 한 번도 일어서지 않으니, 이것이 어찌 어진 사람의 마음이겠습니까? 나는 이런 인간들이 싫습니다. 불쌍하고 딱한 사람은 저 시정의 궁박한 백성들입니다. 내가 침을 잡고 사람들 속에 돌아다닌 지 10년이 넘었습니다. 그동안 살려낸 사람은 아무리 못 잡아도 수천 명은 될 것입니다. 내 나이 이제 마흔 남짓이니, 다시 십 년이 지난다면, 아마도 만 명은 살려낼 수 있을 것이고, 만 명을 살려내면 내 일도 끝이 날 것입니다."

## 전기 자료
- 홍양호, 《이계집》 권18, 침은조생광일전(針隱趙生光一傳)